# Cotârgaci, Iași
Cotârgaci este un sat în comuna Bălțați din județul Iași, Moldova, România.